# Banja
Banja település Szerbiában, a Raskai körzet Novi Pazar községében.

## Népesség
- 2002-ben 466 lakosa volt, melyből 379 bosnyák, 79 szerb, 1 horvát, 1 montenegrói és 1 orosz nemzetiségű.